# Hengrave
Hengrave is een civil parish in het bestuurlijke gebied St Edmundsbury, in het Engelse graafschap Suffolk. In 2001 telde het civil parish 145 inwoners